# Candidato a Mestre
Candidato a Mestre (CM) é um dos títulos concedidos pela Federação Internacional de Xadrez aos enxadristas profissionais que tenham obtido a pontuação igual ou superior a 2.200 pontos.